# Flop (economie)
Een flop is een commerciële mislukking. De term wordt voornamelijk gebruikt in de entertainment-sector en betreft hier meestal een film, televisieprogramma of plaat die er niet in slaagt zijn investeringen compleet terug te verdienen. De term wordt in bredere zin gebruikt: ieder commercieel project kan immers mislukken dus als een flop gezien worden.

## Etymologie
De term is een Engels leenwoord. Het Engelse woord 'flop' betekent 'mislukking'.

## Begripsafbakening
Met name binnen de entertainment-sector wordt de term niet concreet afgebakend. Niet slechts puur financiële criteria spelen mee in de perceptie of een film wel of niet geslaagd is, maar ook recensies en verwachtingen.
De bioscoop-opbrengsten van een film kunnen bijvoorbeeld ontoereikend zijn om het budget terug te verdienen, maar het is mogelijk dat merchandising- en home video/dvd-opbrengsten er toch voor zorgen dat de film commercieel met een positief saldo eindigt. Een voorbeeld hiervan is de film Waterworld. Ook de film Showgirls bracht ondanks de tegenvallende bioscoopopbrengsten nadien toch meer op dan verwacht, door de homevideo-opbrengsten. Anderzijds worden reclamekosten vaak niet meegerekend in filmbudgets, waardoor een floppende film in werkelijkheid een nog grotere kostenpost blijkt te zijn.
In de filmwereld spreekt men ook wel van een 'flop' wanneer deze onverwacht slechte recensies krijgt. Dit komt vaak de bioscoopopbrengst bovendien niet ten goede, hoewel zoals eerder vermeld merchandising- en home video/dvd-opbrengsten een en ander nog kunnen corrigeren.
Een televisieserie of programma kan als flop gezien worden wanneer deze het aantal geplande afleveringen niet haalt en uit de ether wordt gehaald wegens tegenvallende kijkcijfers.

## Gevolgen
De gevolgen van een flop zijn vaak dramatisch. Binnen de entertainmentsector heeft het floppen van een plaat, film of tv-programma een direct negatief effect op de carrières van regisseurs, scriptschrijvers en acteurs. Ook de studio of andere initiatiefnemer van het project voelt de financiële en reputatieschade. In sommige gevallen leidt dit tot faillissement of overname. Films die via een film-c.v. gestructureerd zijn en floppen, leiden direct tot een verlies op de investering bij de commanditaire vennoten.

## Oorzaken van een flop
Er kunnen verschillende oorzaken aan te wijzen zijn waarom een film, single, plaat of commercieel project flopt.
Negatieve reputatieHet publiek kan het product van lagere kwaliteit (in de ruimste zin van het woord) vinden dan de makers hebben ingeschat. Soms flopt een project doordat het vanaf het begin al te kampen heeft met een slechte reputatie. Met name met de komst van het internet kunnen (negatieve) geruchten zich snel verspreiden. Bovendien kunnen recensies films en andere producten soms bijna letterlijk maken of breken. De film Not Without My Daughter flopte bijvoorbeeld door de negatieve recensies en geruchten dat de film anti-Iraans en anti-islam was. Een ander voorbeeld zijn investeringsprojecten van banken en andere initiatiefnemers die floppen door een algehele slechte reputatie van financiële dienstverlening door de kredietcrisis en de schuldencrisis.
MarketingSoms wordt een project niet of onvoldoende gemarket. Vaak komt dit door een wisseling van de wacht bij het bestuur van het bedrijf. De nieuwe Board kan in zo'n geval een lopend project niet meer tegenhouden, maar wenst niet verder erin te investeren. Ook is het mogelijk dat de bedrijfsleiding een project in de loop der tijd anders gaat bezien en stopt met marketen omdat men verwacht dat het project een flop wordt. Januari is bijvoorbeeld de maand waarin films waarvan men verwacht dat ze gaan floppen zonder opsmuk uitgebracht worden.
ConcurrentieHet is mogelijk dat de concurrentie te sterk is waardoor de opbrengsten tegenvallen. Een voorbeeld is de Xbox van Microsoft die aanvankelijk door de te sterke concurrentie dreigde te floppen. Microsofts aanvankelijke doel was echter voornamelijk een marktaandeel te veroveren, waarbij het verliezen op korte termijn op de koop toenam.
Ongerelateerde externe factorenSoms kunnen externe factoren het succes van een project negatief beïnvloeden. Rampen, aanslagen, (economische) crises en oorlogen hebben over het algemeen een negatief effect op de bereidheid van de consument om geld uit te geven. Met name bioscoopfilms worden hier extra hard door geraakt, omdat men de voorkeur aan het nieuws boven een film geeft.
Hoge kostenWanneer een project hoge investeringen opslorpt zullen derhalve ook meer opbrengsten nodig zijn voordat het project commercieel een succes genoemd kan worden. Dit geldt met name bij kostenoverschrijdingen.

## Voorbeelden

### Films
- Heaven's Gate
- Ishtar
- Not Without My Daughter
- The 13th Warrior
- Sahara (film)
- Final Fantasy: The spirit within
- Mars need moms

### Televisieseries
- Joey (serie)

### Spelcomputers
- Virtual Boy (Nintendo)
- Cd-i (Philips)
- Sega Saturn (Sega)
- Neo Geo (SNK)

### Zakelijk
- Veel life settlement projecten flopten door de negatieve reputatie die het product opliep na een aantal affaires (EasyLife, SLS Capital, Keydata).
- De beursintroductie van World Online.